# گودیگیسل
گودیگیسل (۳۵۶–۴۰۶) تا زمان مرگش در ۴۰۶ میلادی یکی از پادشاهان وندال‌ها بود. هنوز مشخص نیست که او چه زمانی یا چگونه به پادشاهی رسید. به هرحال در ۴۰۵ رهبری ائتلافی از ژرمن‌ها را بر عهده گرفت که شامل وندال‌ها و سوئبی‌ها و بقیه از پانونیا بودند که برای هجوم به منطقه گل عازم شدند. قبل از گذر از رودخانه راین در راه رسیدن به سرزمین گل، در نبرد ماینز (۴۰۶) در برابر فرانک‌ها کشته شد مدت کوتاهی پس از کشته شدنش، افراد او ازٰ رودخانه راینٰ به سمت قلمرو امپراتوری روم گذر کردند (احتمالاً هنگامی‌که رودخانه یخ زده بود) و پسر بزرگتر او گوندریک جانشین او می‌شود، او وندال‌ها را به سمت گل و سپس هیسپانیا رهبری می‌کند. اما گودیگیسل بیشتر به عنوان پدر گایسریک شناخته شده. شخصی که پادشاهی گوندریک را تا سال ۴۲۸ به مدت ۴۹ سال اداره و حکومت قدرتمندی را در شمال آفریقا برقرار می‌کند.